# 景凌霄
景凌霄（?—?），陝西戶縣人，清朝政治人物、同進士出身。
光緒二十九年，登進士三甲第二十一名，同年閏五月，以主事分部学习。后擔任度支部主事。辛亥革命后，历任陕西省财政厅厅长。